# توماس جيفرسون ريان
توماس جيفرسون ريان (بالإنجليزية: Thomas Jefferson Ryan)‏ هو محامي وسياسي أمريكي، ولد في 17 يونيو 1890 في نيويورك في الولايات المتحدة، وتوفي في 10 نوفمبر 1968 في ميامي في الولايات المتحدة. حزبياً، نشط في الحزب الديمقراطي والحزب الجمهوري. وقد انتخب عضو مجلس النواب الأمريكي.